# Bayraktar Tactical UAS
El Bayraktar Tactical UAS és un vehicle aeri no tripulat (VANT) de vigilància i reconeixement desenvolupat inicialment per a les Forces Armades turques. És desenvolupat pel Kale-Baykar, una empresa conjunta entre el Grup Kale i Baykar Technologies.
En 2014, Bayraktar ostentava el rècord nacional de resistència i altitud dels vehicles aeris no tripulats (VANT) de Turquia. Va establir un rècord de resistència de vol autònom quan va volar 24 hores i 34 minuts a 18.000 peus el 5 d'agost de 2014. A més, va registrar la major altitud de 27.030 peus en el seu vol del 14 de juny de 2014 amb càrrega útil completa. El Bayraktar TB2 va demostrar amb èxit que era capaç de disparar objectius amb una precisió del 100% amb la munició desenvolupada pel fabricant estatal de míssils Rokestan el desembre de 2015.
Si bé les Forces Armades turques descriuen el Bayraktar com a «Classe de VANT tàctic» per a evitar que siga un competidor del vehicle aeri no tripulat TAI Anka, les normes internacionals el classificarien com un vehicle aeri no tripulat d'altura mitjana i llarga duració. Amb la seua plataforma de 650 kg MTOW i 12 metres d'envergadura impulsada per un motor de combustió interna, Bayraktar és capaç de volar a 22.500 peus i anar voltant durant més de 24 hores.
El nom Bayraktar significa 'portaestendard' en turc.

## Operadors
Turquia opera 110 Bayraktars
- Forces armades turques[8][9][10][11]
- Direcció General de Seguretat opera 6 Bayraktars
- Comandament General de la Gendarmeria opera 21 Bayraktars[12][13]

 Qatar
- El Centre de Reconeixement i Vigilància (en anglès: Reconnaissance and Surveillance Centre o RSC) va signar un contracte per a l'adquisició de 6 vehicles aeris no tripulats de Bayraktar.[14]

 Ucraïna
- Les Forces Armades d'Ucraïna operen 12 Bayraktar TB2. A mitjans de març de 2020, el Daily Sabah va informar que l'entrenament de combat havia començat.[15]